# کپور سنگالی
کپور سنگالی (نام علمی: Labeo senegalensis) نام یک گونه از تیره کپورماهیان است.